# Tmarus bedoti
Tmarus bedoti là một loài nhện trong họ Thomisidae.
Loài này thuộc chi Tmarus. Tmarus bedoti được Roger de Lessert miêu tả năm 1928.